# Dioscorea chouardii
Dioscorea chouardii là một loài thực vật có hoa trong họ Dioscoreaceae. Loài này được Gaussen mô tả khoa học đầu tiên năm 1952.